# The Lost Son
Pour plus de détails, voir Fiche technique et Distribution.
The Lost Son est un film franco-britannique réalisé par Chris Menges, sorti en 1999.

## Synopsis
Xavier (Daniel Auteuil) est un ancien détective privé d'origine française, usé par les années et par un passé trouble qu'il tente d'oublier à Londres. Quand une femme influente lui demande de retrouver son fils disparu, Xavier hésite, mais le besoin d'argent et sa curiosité l'emportent. Ce qui semble être une simple disparition se révèle être un enchevêtrement dangereux mêlant réseaux de prostitution et de trafic d'êtres humains.
À mesure qu'il plonge dans ce milieu clandestin, Xavier affronte ses propres démons, et l'enquête réveille en lui une profonde douleur liée à la perte de son propre fils, mort dans des circonstances mystérieuses des années plus tôt. Ses recherches le mèneront dans des zones obscures de la ville et de sa conscience, l'obligeant à se confronter aux choix de son passé.
Dans cette quête, il fera la rencontre d'alliés inattendus et de figures menaçantes, chacun jouant un rôle dans le jeu de manipulation qui l'entoure. Alors que Xavier s'approche de la vérité, il réalise que retrouver ce jeune homme pourrait bien être sa dernière chance de rédemption.

## Fiche technique
- Titre : The Lost Son
- Réalisation : Chris Menges
- Scénario : Eric Leclere, Margaret Leclere, Mark Mills
- Photographie : Barry Ackroyd
- Montage : Luc Barnier, Pamela Power
- Musique : Goran Bregovic
- Direction artistique : Ray Chan, Ricky Eyres, Louise Marzaroli
- Décors : Niamh Coulter
- Costumes : Rosie Hackett
- Son : Campbell Askew
- Producteur : Finola Dwyer, Marina Gefter (producteur associé), Judy Freeman (coproducteur)
- Producteur exécutif : Georges Benayoun, Paul Cowan
- Société de production : Arts Council of England (en), Canal+, Channel Four Films, France 2 Cinéma, France 3 Cinéma, IMA Productions, Scala Films, The Film Consortium, UCG International, Wildgaze Films
- Société de distribution : United International Pictures (UIP)	(Royaume-Uni), Bac Films (France), Herald Film Company (Japon), Motion International (Canada)
- Pays de production :  Royaume-Uni,  France
- Langue de tournage : Anglais, Français
- Lieux de tournage : Désert de Sonora (Arizona), Superior (Arizona), Tucson (Arizona), Felixstowe (Suffolk), Londres
- Format : Couleur (Technicolor) — 35 mm — 1,85:1 — Son : Dolby Digital
- Genre : Film dramatique, Film policier, Thriller
- Durée : 102 minutes (1 h 42)
- Dates de sortie :
  - France : 21 avril 1999
  - Royaume-Uni : 25 juin 1999

## Distribution
- Daniel Auteuil : Xavier Lombard
- Nastassja Kinski : Deborah Spitz
- Katrin Cartlidge : Emily
- Marianne Denicourt : Nathalie
- Ciarán Hinds : Carlos
- Billie Whitelaw : Mrs. Spitz
- Cyril Shaps : Mr. Spitz
- Bruce Greenwood : Friedman
- Jamie Harris : Hopper
- Hemal Pandya : Shiva
- Billy Smyth : Boy
- Cal MacAninch : Martin
- Mark Benton : Giant
- Michael Liebmann : Peter